# Chamelophyton kegelii
Chamelophyton kegelii – gatunek roślin z monotypowego rodzaju Chamelophyton z rodziny storczykowatych (Orchidaceae). Rośliny występują w Ameryce Południowej w Surinamie, Gujanie Francuskiej i Wenezueli.

## Systematyka
Gatunek sklasyfikowany do podplemienia Pleurothallidinae w plemieniu Epidendreae, podrodzina epidendronowe (Epidendroideae), rodzina storczykowate (Orchidaceae), rząd szparagowce (Asparagales) w obrębie roślin jednoliściennych.